# Hermandad del Santísimo Cristo de la Caridad (Ciudad Real)

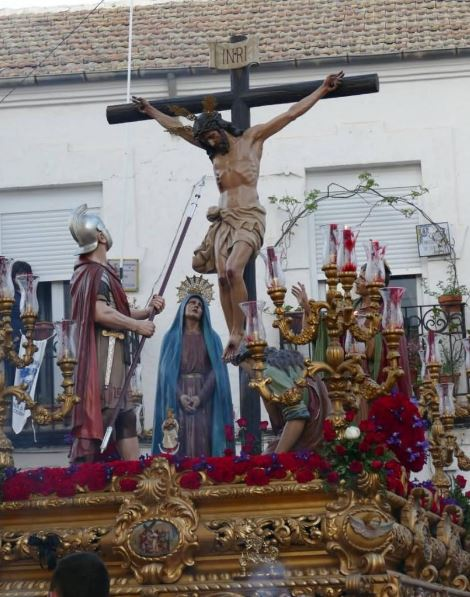
Misterio del Santísimo Cristo de la Caridad

La Hermandad del Santísimo Cristo de la Caridad procesiona el Jueves Santo tarde por las calles de Ciudad Real. Su sede canónica es la Parroquia de Santiago Apóstol, donde la imagen del Santísimo Cristo de la Caridad recibe culto durante el año en la capilla que lleva su nombre. 

## Historia
Se fundó en 1612, cuyas ordenanzas presentadas en el Arzobispado de Toledo, establecían que la hermandad sólo podía tener doce hermanos pasando de padres a hijos el derecho salvo que no hubiese más descendencia, momento en el que se admitiría a otro hermano en cabildo. En 1727 aparece en el orden de precedencia de procesiones del vicario visitador general de Ciudad Real y el Campo de Calatrava en el cuarto lugar. En 1770 aparece en el censo de hermandades, gremios y cofradías del conde de Aranda y hasta finales del siglo XIX no volvemos a tener ninguna noticia de la hermandad. La Cofradía fue reorganizada en 1908 año en el que se adquirió un nuevo paso. Sus actuales estatutos fueron aprobados en el año 2010 por el undécimo Obispo-Prior, Antonio Ángel Algora Hernando.
En 1936 fue destruido el segundo paso con el que contó la hermandad cuyo autor era del escultor Zapater y contaba con las mismas imágenes que el actual. Representaba el momento en que el romano Longinos atraviesa el costado del Señor con una lanza. En 1941 la Hermandad adquirió el Cristo mediante suscripción popular. Las figuras complementarias del misterio fueron costeadas por la C.N.S. Esta obra de escaso valor artístico procesionó hasta 1944 cuando la hermandad encargó al escultor catalán Claudio Rius Garrich la realización del misterio que actualmente posee la hermandad, con todas las figuras de talla completa.
En el año 1955 se amplió y talló la canastilla del paso de estilo barroco compuesto por canastilla con cartelas policromadas representando pasajes de la Pasión y respiraderos con maniguetas y relieves alegóricos igualmente a la Pasión (1956) y cuatro candelabros de guardabrisas (1957) todo obra del tallista sevillano Antonio Hernández Vilmes. Se revistió completamente en 1958 con pan de oro.
En 1989 una vez acabada la procesión cuando el paso se trasladaba para guardarlo, la cruz del Cristo topó con un cable eléctrico y se partió. Como consecuencia cayó el Cristo al suelo y se rompió a la altura de los hombros y por las piernas. Inmediatamente y gracias a la ayuda de toda Ciudad Real, que se volcó con sus aportaciones económicas, se pudo restaurar la imagen del Crucificado. La hermandad en agradecimiento, entregó una placa conmemorativa al entonces alcalde Lorenzo Selas Céspedes, como representante de todos los ciudarrealeños que ayudaron a la hermandad. En 2002 se restauró la imagen del crucificado por el escultor sevillano Darío Fernández Parra, y en 2005 el mismo escultor restauró la imagen de San Juan.
Hasta el 2000, el paso fue a ruedas. A partir del 2001 la hermandad decidió sacarlo a costal.
La Hermandad recibió la donación de una Dolorosa bajo la advocación de María Santísima de la Estrella, obra del imaginero ciudadrealeño Luis Fernando Ramírez Mata, bendecida en 2007. No procesiona y es venerada en la capilla de la residencia de ancianos Santa Teresa de Jesús Jornet..
La Cruz Guía de la Hermandad es una imagen de Cristo de mediano tamaño, que se adquirió por su gran parecido con la imagen de Cristo de la Caridad. Fue estrenada en 1967. Durante años desfiló en esta Cofradía un gran farol que era portado a hombros por cuatro cofrades. También posee la Hermandad dos grandes faroles de 1926 que son de lo poco que quedó después de la guerra civil. 
Posee la hermandad varios estandartes, dos realizados por las Adoratrices de Ciudad Real de color blanco (uno con la cruz de Santiago y otro con una pintura de la lanzada), un estandarte y dos gallardetes en color granate con la cruz de Santiago bordada en oro y la leyenda "Santísimo Cristo de la Caridad (Longinos)", un estandarte granate con una pintura del rostro del Cristo de 1987, con dos gallardetes granates a juego con el del Cristo que llevan pinturas de la Virgen y San Juan de 1988, los tres pintados por Cristina Soriano, un estandarte en granate con una pintura de la Magdalena, obra de María del Prado Ingelmo Jiménez de 1998 y un estandarte granate con una pintura del misterio de la misma autora de 2001. En 2006 incorporaron ciriales y pértiga de la orfebrería de Ramón Orovio de Torralba de Ctva. (Ciudad Real)
Tiene una marcha dedicada compuesta por José Cabañas Caballero en 1988 titulada "Santísimo Cristo de la Caridad (Longinos)". En el año 2011 la Agrupación Musical Santo Tomás de Villanueva dedicó una marcha propia a la hermandad bajo el nombre de "La Caridad de Cristo", obra de Miguel Ángel Font Morgado.
Durante el año 2012 la hermandad celebró su IV Centenario con multitud de actos conmemorativos, de tipo religioso, cultural e institucional. Entre ellos, un ciclo de conferencias, tres exposiciones, un Vía Crucis extraordinario y una procesión extraordinaria el 15 de septiembre.
Las imágenes secundarias del misterio fueron restauradas entre los años 2014 y 2018 por el imaginero Antonio José Martínez Rodríguez y el restaurador Jesús Puche Marfil.

## Imágenes
El Misterio de esta Cofradía representa el momento en el Cristo, ya muerto, recibe la Lanzada de un soldado romano, que la tradición lo ha venido llamando Longinos, de ahí que a esta Hermandad se le conozca popular y cariñosamente como Longinos. Las imágenes son obra del escultor catalán Claudio Rius Garrich de 1945. El paso procesional es de estilo barroco y dorado en pan de oro. Es obra del tallista sevillano Antonio Hernández Vilmes, quien lo realizó en Ciudad Real entre 1955 y 1957.

## Escudo

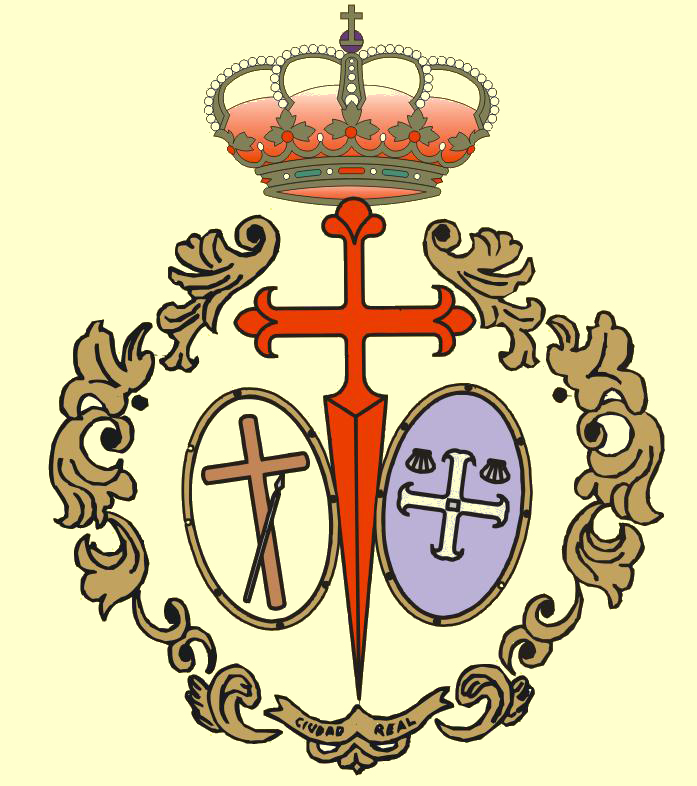
Escudo de la Hermandad

El emblema de la Hermandad lo constituyen: dos óvalos, trayendo el primero una cruz con una lanza, sobre fondo color tiniebla, símbolo de la lanzada de Cristo en la cruz; el otro óvalo presenta el escudo de la iglesia de Santiago, sobre fondo color pasión, formado por cruz flor de lis, recordatorio de la Trinidad y de la resurrección y dos conchas vieiras recordatorio del Apóstol Santiago y símbolo de la peregrinación. Entre ambos escudos, se sitúa la cruz de la orden de Santiago, en su color, orlada inferiormente con el nombre de la ciudad y timbrada con la Corona Real Española. Adornan todo el conjunto flores de acanto.

## Túnica
La túnica de los cofrades es de sarga de color rojo burdeos con botonadura de color blanco roto, fajín de sarga de color blanco roto, escapulario trasero de sarga de color blanco roto, capillo alto de sarga de color blanco roto con el escudo de la Hermandad bordado en sus colores y situado a la altura del pecho, zapatos y calcetines de color negro. El hábito se complementa con cirio de cera natural. 